# Кус-Алі
Кус-Алі (перс. كوس علي) — село в Ірані, у дегестані Нагр-е Міян, у бахші Заліян, шагрестані Шазанд остану Марказі. За даними перепису 2006 року, його населення становило 233 особи, що проживали у складі 62 сімей.

## Клімат
Середня річна температура становить 10,76 °C, середня максимальна – 29,92 °C, а середня мінімальна – -11,61 °C. Середня річна кількість опадів – 284 мм.
| Клімат поселення                              | Клімат поселення | Клімат поселення | Клімат поселення | Клімат поселення | Клімат поселення | Клімат поселення | Клімат поселення | Клімат поселення | Клімат поселення | Клімат поселення | Клімат поселення | Клімат поселення | Клімат поселення |
| Показник                                      | Січ.             | Лют.             | Бер.             | Квіт.            | Трав.            | Черв.            | Лип.             | Серп.            | Вер.             | Жовт.            | Лист.            | Груд.            |                  |
| Середній максимум, °C                         | 5,22             | 7,17             | 11,23            | 17,88            | 23,15            | 28,15            | 29,86            | 29,92            | 24,90            | 18,75            | 12,00            | 6,49             |                  |
| Середня температура, °C                       | −3,19            | −1,23            | 2,82             | 9,48             | 14,74            | 19,74            | 24,00            | 24,05            | 19,04            | 12,88            | 6,13             | 0,64             |                  |
| Середній мінімум, °C                          | −11,61           | −9,64            | −5,58            | 1,07             | 6,34             | 11,34            | 18,13            | 18,19            | 13,15            | 7,01             | 0,26             | −5,24            |                  |
| Норма опадів, мм                              | 43               | 38               | 51               | 38               | 34               | 7                | 1                | 1                | 0                | 6                | 26               | 39               |                  |
| Середньомісячна швидкість вітру, м/с          | 1.40             | 2.50             | 3.06             | 3.16             | 2.81             | 2.37             | 2.32             | 2.26             | 2.26             | 2.09             | 1.70             | 1.50             |                  |
| Середньомісячна сонячна радіація, кДж/м²·день | 9360             | 12452            | 15015            | 18263            | 22240            | 26996            | 25932            | 24212            | 21288            | 15838            | 11017            | 9091             |                  |
| --------------------------------------------- | ---------------- | ---------------- | ---------------- | ---------------- | ---------------- | ---------------- | ---------------- | ---------------- | ---------------- | ---------------- | ---------------- | ---------------- | ---------------- |
| Джерело:                                      |                  |                  |                  |                  |                  |                  |                  |                  |                  |                  |                  |                  |                  |